# Simon Andreassen
Simon Lien Andreassen (30 september 1997) is een Deens wielrenner. Hij is vooral gespecialiseerd in het veldrijden en het mountainbiken. Momenteel rijdt hij voor het Orbea Fox Factory Team.

## Biografie

### Jeugd
Andreassen won in Denemarken al verscheidene nationale titels in het veldrijden en het mountainbiken, internationaal kwam hij binnen in het seizoen 2014. Door vijf van de zes manches van de UEC Junior European MTB Cup (een soort van Wereldbeker voor junioren) te winnen, rijfde hij ook het eindklassement binnen. Hierdoor startte hij op het Europees kampioenschap in het Duitse St. Wendel als topfavoriet. Al snel in de race zonderde een groepje van vijf zich af, waaronder Andreassen. Halfweg viel Andreassen aan, samen met thuisrijder Luca Schwarzbauwer. Schwarzbauwer moest de rol echter lossen, en zo reed Andreassen alleen naar de meet. Hij won met een 30 tal seconden voorsprong op de Duitser. Ook op het Wereldkampioenschap startte de eerstejaars als de te kloppen man. In Hafjell trok hij van bij de start alle registers open, na één ronde had hij al 30 seconden voorsprong op een eerste achtervolgende groepje. Hij werd niet meer bedreigd en won al bij al makkelijk.
Dat hij ook een uitstekend veldrijder was bewees hij in het seizoen 2014-2015. Nadat hij begin 2014 al Deens kampioen geworden was wou hij dit jaar ook internationaal hoge ogen gooien. op het EK in Duitsland werd hij vijfde. Ook tijdens de Wereldbekers van Koksijde en Namen presteerde hij met een achtste en derde plek uitstekend. De kampioenschappen waren zijn grote doel, Deens kampioen werd hij met gemak. Voor het WK gold hij als outsider. Na een mindere start schoof hij snel op, omdat grootste concurrent Eli Iserbyt pech kende, reed hij vlot naar de wereldtitel. Ook in zijn mountainbikezomer was Andreassen dominant, met als orgelpunt zijn 2de Europese titel op een rij. Enkele maanden later volgde hij ook zichzelf op als juniorenwereldkampioen.
Vanaf het veldritseizoen 2015-2016 komt Andreassen uit bij de Beloften. In zijn eerste UCI-veldrit: de Kronborg Cyclocross werd hij onmiddellijk tweede. Enkel de Belg Jens Vandekinderen was sneller. Ook werd bekend dat hij vanaf één januari 2016 de overstap maakt van de jeugdploeg naar de eliteploeg van Specialized Racing. Op 10 januari 2016 werd Andreassen Deens kampioen veldrijden bij de profs.
Tijdens de zomer van 2016 maakte hij ook in het mountainbiken de overstap naar de beloften. In de wereldbekers  eindigde hij tijdens twee manches als tweede, namelijk in Lenzerheide en Vallnord, en op het EK eindigde hij als vijfde. Dankzij deze goede resultaten werd hij door de Deense wielerbond gevraagd om deel te nemen aan de Olympische spelen. Op de Spelen zelf eindigde hij als 34e.

## Palmares

### Mountainbiken

#### Overwinningen
| Seizoen | Wereldbeker          | OS  | WK         | EK         | DK         | Overige                                    | Totaal aantal zeges |  |
| ------- | -------------------- | --- | ---------- | ---------- | ---------- | ------------------------------------------ | ------------------- |  |
| 2015    |                      | NVT | team relay | NVT        | NVT        |                                            | 0                   |  |
| 2016    |                      | 34e | NVT        | NVT        | Goud       | Vojvodina, Bonelli Park, Næstved, Novi Sad | 5                   |  |
| 2017    |                      | NVT | team relay | team relay | Brons      |                                            | 0                   |  |
| 2018    |                      | NVT | team relay | team relay | · marathon |                                            | 1                   |  |
| 2019    |                      | NVT | NVT        | team relay | Zilver     |                                            | 0                   |  |
| 2020    | Nove Mesto Na Morave | NVT | E-MTB      |            | · marathon |                                            | 2                   |  |
|         |                      |     |            |            |            |                                            |                     |  |
| Totaal  | 1                    | 0   | 0          | 0          | 3          | 4                                          | 8                   |  |

#### Erelijst
| Seizoen | Aantal zeges    |     | Regenboogtrui | Europeese kampioenstrui | Deense kampioenstrui | WB  | UCI |  |
| ------- | --------------- | --- | ------------- | ----------------------- | -------------------- | --- | --- |  |
| 2016    | 5 overwinningen | 34e | NVT           | NVT                     | Goud                 | NVT | 17e |  |
| 2017    | 0 overwinningen | NVT | NVT           | NVT                     | Brons                | NVT | 82e |  |
|         |                 |     |               |                         |                      |     |     |  |
| Totaal  | 5 overwinningen | 0   | 0             | 0                       | 1                    | 0   | 0   |  |

### Veldrijden

#### Overwinningen
| Seizoen   | Wereldbeker | Superprestige | DVV Trofee | WK  | EK  | DK   | Overige | Totaal aantal zeges |
| --------- | ----------- | ------------- | ---------- | --- | --- | ---- | ------- | ------------------- |
| 2015-2016 |             |               |            | NVT | NVT | Goud |         | 1                   |
| 2016-2017 |             |               |            | NVT | NVT | Goud |         | 1                   |
| 2017-2018 |             |               |            | NVT | NVT | DNS  |         | 0                   |
|           |             |               |            |     |     |      |         |                     |
| Totaal    | 0           | 0             | 0          | 0   | 0   | 2    | 0       | 2                   |

#### Erelijst
| Seizoen   | Aantal zeges    | Regenboogtrui | Europeese kampioenstrui | Deense kampioenstrui | WB  | SP  | DVV | UCI |
| --------- | --------------- | ------------- | ----------------------- | -------------------- | --- | --- | --- | --- |
| 2015-2016 | 1 overwinning   | NVT           | NVT                     | Goud                 | NVT | NVT | NVT | 79e |
| 2016-2017 | 1 overwinning   | NVT           | NVT                     | Goud                 | NVT | NVT | NVT | 80e |
| 2017-2018 | 0 overwinningen | NVT           | NVT                     | DNS                  | NVT | NVT | NVT | NVT |
|           |                 |               |                         |                      |     |     |     |     |
| Totaal    | 2 overwinningen | 0             | 0                       | 2                    | 0   | 0   | 0   | 0   |

### Jeugd

#### Mountainbike
| Categorie | Seizoen | Wereldbeker          | WK   | EK    | DK     | Overige                                                 | Totaal aantal zeges |
| --------- | ------- | -------------------- | ---- | ----- | ------ | ------------------------------------------------------- | ------------------- |
| Junioren  | 2014    | Nove Mesto, Albstadt | Goud | Goud  | Goud   | Nalles, Varde, Viborg, Naestved, Lenzerheide, OZ, Holte | 12                  |
| Junioren  | 2015    |                      | Goud | Goud  | Goud   | Fontana, Gauteng, Heubach                               | 6                   |
| Junioren  | Totaal  | 2                    | 2    | 2     | 2      | 10                                                      | 18                  |
| Beloften  | 2016    |                      | 16e  | 5e    | Goud   |                                                         | 1                   |
| Beloften  | 2017    | Vallnord             | 11e  | Brons | Zilver | Montichari                                              | 2                   |
| Beloften  | Totaal  | 1                    | 0    | 0     | 1      | 1                                                       | 3                   |

#### Veldrijden
| Categorie | Seizoen   | Wereldbeker | Superprestige | Bpost bank trofee | WK  | EK  | DK   | Overige   | Totaal aantal zeges |
| --------- | --------- | ----------- | ------------- | ----------------- | --- | --- | ---- | --------- | ------------------- |
| Junioren  | 2013-2014 |             |               |                   | 16e | DNS | Goud |           | 1                   |
| Junioren  | 2014-2015 |             |               |                   | ↑   | 5e  | Goud | Helsingør | 3                   |
| Junioren  | Totaal    | 0           | 0             | 0                 | 1   | 0   | 2    | 1         | 4                   |
| Beloften  | 2015-2016 |             |               |                   | 12e | DNS | Goud |           | 1                   |
| Beloften  | 2016-2017 |             |               |                   | 8e  | DNS | Goud |           | 1                   |
| Beloften  | 2017-2018 |             |               |                   | DNS | DNS | DNS  |           | 0                   |
| Beloften  | Totaal    | 0           | 0             | 0                 | 0   | 0   | 2    | 0         | 2                   |